# Norbert Brunner
Pour les articles homonymes, voir Brunner.
Norbert Brunner, né le 21 juin 1942 à Naters en Suisse, est un évêque suisse de l'Église catholique romaine. Évêque émérite de Sion depuis 2014, il est président de la Conférence des évêques suisses dès le 1er janvier 2010. Il succède à Kurt Koch.

## Biographie
Norber Brunner entreprend une formation en théologie morale et droit canon à Sion ainsi qu'aux universités de Fribourg et Innsbruck. Il est ordonné prêtre le 6 juillet 1968,.

### Évêque
Norbert Brunner est consacré évêque le 9 juin 1995 par Henri Schwery avec comme co-consécrateurs Peter Stephan Zurbriggen et Henri Salina.
À la suite d'une demande de Norbert Brunner, la Congrégation des évêques et le Conseil pontifical pour les textes législatifs émet un avis sur l'affaire des sacres de Marcel Lefebvre.
Il s'est prononcé pour l'ordination des hommes mariés ayant fait leurs preuves et acquis une certaine sagesse, afin de trouver une solution au manque de vocations sacerdotales.
Le 5 juin 2013, il fait part de son désir de renonciation, le nonce apostolique Diego Causero est chargé de lui trouver un successeur, Brunner restant en fonction durant ce temps et jusqu'à l'ordination épiscopale de son successeur,. Le 8 juillet 2014, son successeur Jean-Marie Lovey est nommé par le pape François.

### Conférence des évêques suisses
Dès le 1er janvier 2010, Norbert Brunner est président de la Conférence des évêques suisses. Il est aussi responsable du dicastère des Tâches présidentielles, chargé du Présidium, des représentations à l'extérieur, du secrétariat général, de l'information et des relations publiques, ainsi que du service juridique. Il est aussi responsable du dicastère Aumôneries spécialisées pour le domaine militaire. À cela s'ajoute une participation à la commission : Conseil pour la protection des données personnelles.